# Association baptiste coopérative
L’Association baptiste coopérative (anglais : Cooperative Baptist Fellowship) est une association chrétienne évangélique d'églises baptistes aux États-Unis. Elle est affiliée à l’Alliance baptiste mondiale. Son siège est situé à Decatur (Géorgie).

## Histoire

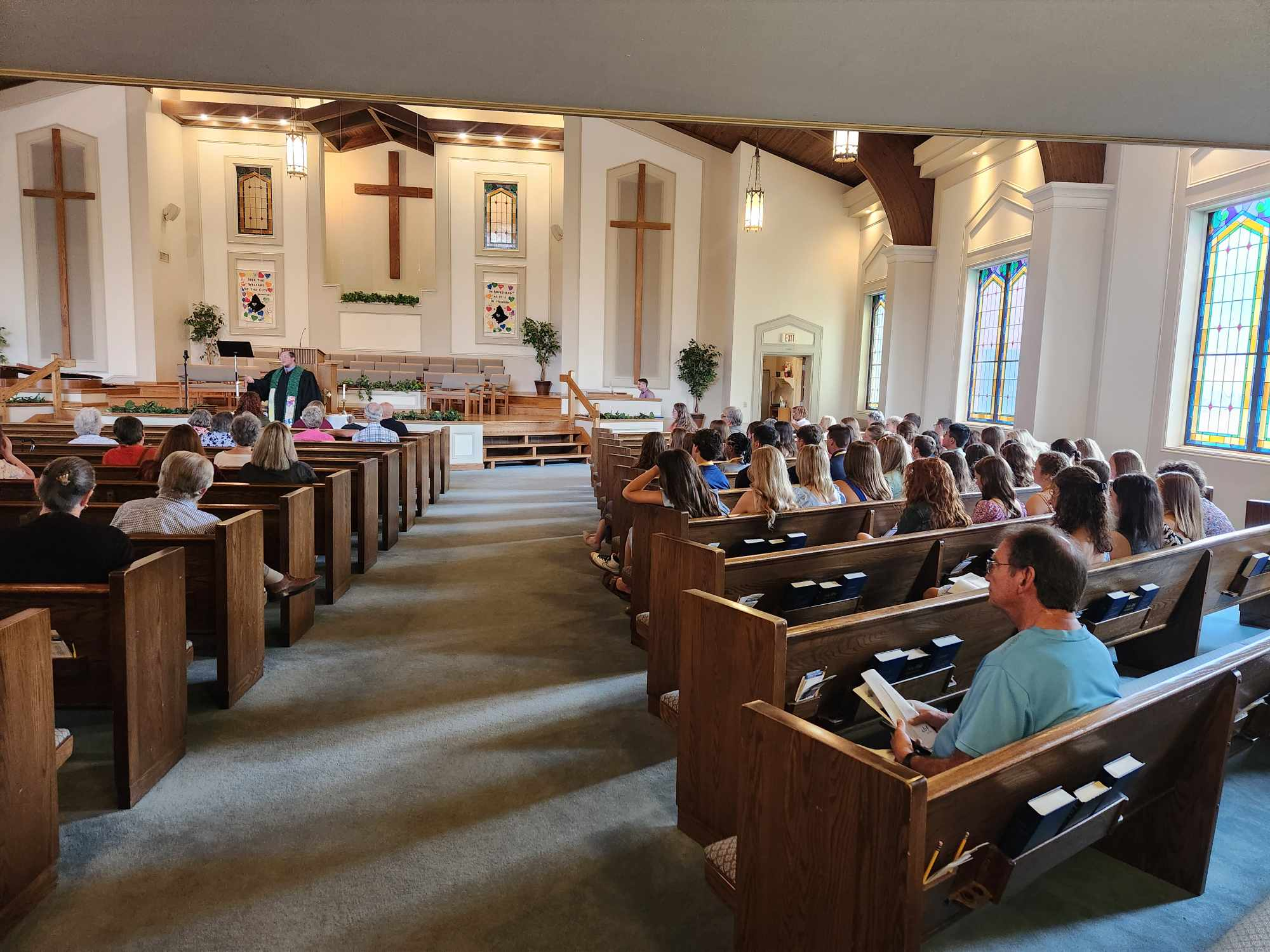
Service à la Première église baptiste de Morehead (Kentucky).

L’Association baptiste coopérative a ses origines dans une réunion à Atlanta en 1990, d’un groupe d’églises modérées de la Southern Baptist Convention en désaccord sur le contrôle de la direction de la convention par des fondamentalistes et leur opposition au ministère pastoral des femmes,. Elle a été officiellement fondée en 1991. En 1996, l’association avait 1,400 églises et était toujours affiliée à la Southern Baptist Convention . En 1998, elle a commencé à ordonner des aumôniers. En 2002, elle a officiellement quitté la Southern Baptist Convention et est devenue membre de l’Alliance baptiste mondiale. Selon un recensement de l’association, en 2023 elle disait avoir 1,800 églises et 750,000 membres.

## Organisation missionnaire
La convention a une organisation missionnaire, Global Missions .

## Programmes sociaux
Elle a une organisation humanitaire, Disaster Response .

## École
En 2015, elle compte 1 institut de théologie, le Baptist Seminary of Kentucky à Lexington (Kentucky).

## Controverses
En 2018, la Kentucky Baptist Convention (Southern Baptist Convention) a procédé à des excommunications d’églises ayant une double affiliation avec la Cooperative Baptist Fellowship, en raison d’un assouplissement autorisant l’embauche de personnel non-dirigeant LGBT.